# 趙富金
趙 富金（ちょう ふきん、1109年7月以前 - ?）は、北宋の徽宗の第14皇女（夭逝を除いて第7皇女）。

## 生涯
貴妃劉氏（後の明達皇后）の三女として生まれた。大観3年（1109年）7月5日、衍福公主の位を授けられた。のち、衍福帝姫の位を改授された。宣和6年（1125年）11月、洵徳帝姫の位を改授された。同月、田丕に降嫁した。
靖康の変の際、金軍に凌辱されて妊娠した。『靖康稗史箋證』によれば、金が北帰を開始した直後の1127年3月29日、馬から落ちて流産している。完顔設野馬（完顔宗翰の長男）は富金を大いに気に入り、完顔宗望（富金の同母姉の趙福金の後夫）を仲人にして、捕虜となった徽宗と交渉した。徽宗が「富金は既婚である。我が国は節義を重んじるが、貴国は違うのか」と言って反対した。宗翰は激怒して「詔令によってお前たちはもう捕虜となった」と言った。徽宗も激怒して「上には天国があり、下には地府がある。人間には息女と嫁がある」と言ったが、宗翰に叱りつけられた。
連行の途中、設野馬は大がかりな酒宴を設け、富金を側室としたことを公表した。金に到着後、設野馬が太宗呉乞買に改めて願い出て、富金は次婦（妾妻）の位を授けられた。『三朝北盟会編』（1162年完成）によると、同書の頃まで富金は金で健在であった。

## 伝記資料
- 『宋史』
- 『靖康稗史箋證』
- 『皇十四女特封衍福公主制』